# 전기수용

상어의 전기수용체 로렌치니 기관

전기수용(영어: Electroreception)은 전기 자극을 받아들이는 생물의 능력이다. 주로 수생 동물들이 주목할 만한 전기수용 능력을 가지고 있는 것으로 알려져 있는데, 이는 공기보다는 물이 훨씬 더 좋은 도체이기 때문이다. 단공류·바퀴·벌 등이 그 예외이다. 전기수용은 전기탐지(Electrolocation)와 전기소통(electrocommunication)에 주로 사용된다.